# 방과후 트레저헌팅
《방과후 트레저헌팅》은 바주카 스튜디오와 DR무비에서 제작된 애니메이션으로, 2021년 12월 23일에 투니버스에서 파일럿 프로그램으로 방영되었다. 이후 2022년 5월 5일에 KBS 1TV에서 어린이날 특별 편성으로 방영 될 예정이다.

## 방송 일시
| 방송 채널 | 방송일           | 방송 시간 |
| --------- | ---------------- | --------- |
| 투니버스  | 2021년 12월 23일 | 종료      |
| 투니버스  | 무정일           | 예정      |
| KBS1      | 2022년 5월 5일   | 종료      |

## 목소리 출연
- 이새벽: 천재다
- 김새해: 공하늬
- 이호산: 허세훈
- 김서영: 미뇽
- 김영선: 리처드
- 탁원제: 천보화
- 김동현: 젊은 시절의 천보화
- 황동현: 신수, 우로보로스
- 김윤기: 타란튤라
- 박이서, 유혜지, 이달래: 남자 아이
- 채림: 여자 아이

## 제작진
오프닝 크레딧
- 기획/원작: CJ ENM, BAZOOKA STUDIO (투니버스판)
- 애니메이션 제작: DR MOVIE™ ANIMATION ENTERTAINMENT 주식회사 디알무비 (투니버스판)
- 시나리오: 김하나 (투니버스판)
- 감독: 엄상용 (투니버스판)
- CJ ENM, BAZOOKA STUDIO (투니버스판)
- © CJ ENM Co., Ltd. All Rights Reserved. (투니버스판)

엔딩 크레딧
- 책임프로듀서: 김자현 (KBS판)
- 프로듀서: 이순주 (KBS판)
- 기획: 김영욱
- 제작총괄: 석종서
- 감독: 엄상용
- 책임 프로듀서 (투니버스판) → 책임프로듀서 (KBS판): 공병필
- 기획 프로듀서 (투니버스판) → 기획프로듀서 (KBS판): 이보현, 손민영, 현보나
- 시나리오: 김하나
- 시나리오 에디터: 공병필, 이보현
- 제작진행 책임: 이보현
- 캐릭터 디자인: QMENG, 윤지수 (개삼)
- 프롭 디자인: QMENG
- 로고 디자인: 배성균
- 애니메이션제작: DR무비 (투니버스판) → DR MOVIE (KBS판)
  - 콘티: 엄상용
  - 레이아웃: 엄상용, 김정훈, 심민현, 김문수, 변여진, 김은선, 박선경, 임지현
  - 총작화감독 (투니버스판) → 총작화 감독 (KBS판): 김은선
  - 작화감독 (투니버스판) → 작화 감독 (KBS판): 김은선, 이현정, 서순영, 최병희
  - 서브 디자인 (투니버스판) → 서브디자인 (KBS판): 홍유미
  - 2원화: 성지영, 이현미, 박선경, 변여진, 김희영, 황선희, 임지현, 김정진, 조윤성
  - 동화검사 (투니버스판) → 동화 검사 (KBS판): 전혜진, 장철호
  - 동화: 박현주, 이소영, 공진, 손영주, 김부경, 조채원, 안미경, 정주리, 최미나, 이미옥, 허영진, 고진주, 장선혜, 최은주, 장희덕, 이유진, 이민경
  - 색설계&셀검사 (투니버스판) → 색설계·셀검사 (KBS판): 박지선
  - 칼라검사 (투니버스판) → 컬러 검사 (KBS판): 이진희, 임정아
  - 칼라 (투니버스판) → 컬러 (KBS판): 유영혜, 박세나, 정수현, 김민주, 김옥희, 정수영, 최소리, 이은정, 조예진, 권민경
  - 미술보드: 정윤철
  - 미술감독: 이대희 (로프트)
  - 미술: 박성현, 이혜임, 박재향, 이선기, 서혜진, 윤상노, 임혁수, 최경원
  - 촬영: 최경수 (지프리몬)
  - 제작 프로듀서: 신국진, 전용호
- 사운드 (투니버스판)
  - 포스트 총괄 (투니버스판) → 포스트·사운드 총괄 (KBS판): 석종서
  - 사운드 연출: 석종서 (투니버스판)
  - 선녹음 연출: 조승희
  - 녹음/효과/믹싱 (투니버스판) → 녹음·효과·믹싱 (KBS판): 김재형, 송원영 (CIC 미디어)
  - 음악감독: 김정아
  - 배경음악 작곡: 최창국, 박진현, 김정아 (SOUNDSCOOL)
  - 종합편집: 정회범
  - 아이캐치 일러스트: QMENG, Callnong (투니버스판)
  - 엔딩 일러스트: QMENG (투니버스판)
  - 그래픽 디자인: 배성균 (투니버스판)
- 종합편집: 이수은 (KBS판)
- 자막디자인: 황은서 (KBS판)
- 조연출: 차한결 (KBS판)
- 연출: 이순주 (KBS판)
- 기획: CJ ENM, BAZOOKA STUDIO (투니버스판) → KBS (KBS판)
- 애니메이션 제작: DR MOVIE™ ANIMATION ENTERTAINMENT 주식회사 디알무비 (투니버스판)
- 제작: CJ ENM (KBS판), BAZOOKA STUDIO (KBS판), Tooniverse
- © CJ ENM Co., Ltd. All Rights Reserved. (투니버스판)